# Eiji Ōtsuka
Pour les articles homonymes, voir Otsuka.
大塚 英志
Œuvres principales
- MPD Psycho
Kurosagi, livraison de cadavres

Eiji Ōtsuka (大塚 英志, Ōtsuka Eiji), né le 28 août 1958 dans la préfecture de Tōkyō, est  scénariste de manga, écrivain de « Light novel », critique, éditeur, folkloriste, et professeur au Centre national de la recherche international pour la japanologie (International Research Center for Japanese Studies ).
En France, Eiji Ōtsuka est notamment connu pour ses manga MPD Psycho et Kurosagi, livraison de cadavres.

## Biographie
Eiji Ōtsuka rejoint le groupe de mangaka en herbe Sakuga Group quand il est au collège. En deuxième année de lycée, il devient l'assistant du mangaka Taro Minamoto, connu comme dessinateur de manga comique. Ōtsuka fait ses débuts comme mangaka de gags, à côté de ses études au lycée et publie quelque œuvres, mais il constate qu'il manque de talent pour exercer le métier de mangaka et il arrête de dessiner au bout d'un an de carrière. Il suit les études d’ethnologie de folklore, fondé par Kunio Yanagita, à l'université de Tsukuba. À cette époque il travaille comme rédacteur en chef de plusieurs magazines, notamment celui de Manga Burriko. Il mène alors une vie partagée entre la rédaction de magazine et ses études. Il découvre des mangakas comme Kyoko Okazaki, Yumi Shirakura et Kamui Fujiwara, qui deviennent porte-étendard du manga alternatif à la fin des années 1980. Il devient ensuite scénariste de mangas pour des titres tels que Kurosagi, livraison de cadavres ou MPD Psycho. Depuis la fin des années 1980, il cumule les postes de maître de conférences dans plusieurs universités privées puis, entre 2006 et 2013, devient professeur de Kobe Design University.
Il est connu au Japon comme critique de manga, enseignant le manga à l'université et publiant des ouvrages sur ce thème. Il s'intéresse surtout au manga entre les années 1920 et la défaite du Japon dans la guerre du pacifique en 1945. À partir de la recherche historique du manga de cette période, il établit une théorie sur le manga. Il est titulaire d'un doctorat en 2007 à l'université de Design de Kobe. Sa thèse est intitulée : « From Mickey's format to Atom's proposition : the origin of postwar manga methodology in wartime years and its development ». Selon lui, le manga actuel est un amalgame de la théorie de montage de Sergueï Eisenstein pour le cinéma et d'esthétique du dessin de comic américain Mickey Mouse de Walt Disney. De là, la création de manga peut être comparée à la réalisation d'un film. Comme le film, le manga est une succession de plans, et une case correspond à un plan cinématographique. Le découpage de la planche peut être ainsi assimilé au montage de cinéma.
Son épouse, Yumi Shirakura (白倉由美), est également mangaka, écrivain et notamment productrice de programme de radio dans lequel passent exclusivement les Seiyū, doubleurs pour les anime au Japon.